# Estudio Dunedin
Dunedin Multidisciplinary Health and Development Study, más conocido como Estudio Dunedin, empezó entre los años 1972 y 1973 en el hospital Queen Mary de la ciudad neozelandesa de Dunedin y dirigido por el profesor profesor Richie Poulton. Es estudio detallado de la salud humana, el desarrollo y comportamiento, fundado por el Dr. Phil A. Silva. Lo que pretendía este estudio es hacer un seguimiento longitudinal de una cohorte de 1037 niños,  con el objetivo de analizar si realmente se pueden predecir ciertas características físicas y psicológicas de un individuo o factores drogodependientes teniendo en cuenta la transmisión intergeneracional, es decir, el historial familiar de la persona. Querían comprobar si la herencia era el factor determinante de estos rasgos individuales, y hasta que punto estas características observadas en los 3 primeros años de edad, son consistentes a lo largo de la vida. Por este motivo se trata de un estudio longitudinal, para poder establecer medidas permanentes de evaluación.[cita requerida]

## Dunedin
Dunedin, una ciudad de Nueva Zelanda situada en la bahía de Otago da origen a este estudio. Esta ciudad se fundó en 1848, y en 1861 creció rápidamente por el descubrimiento del oro. Su población actual es de 121.000 habitantes y es la segunda ciudad más importante de la isla del sur. Predominan varias etnias de entre ellas, las más destacadas son la Europea con un porcentaje de 92.6% representando a la gran mayoría, la maorí con un 5.9%, la raza asiática representando el 4% y la pacífica con el 2%. La población seleccionada para el estudio en concreto, se centra en la maorí y la pacífica, pero prevalece la primera. Los definimos como etnia polinesia que llegó a las islas de Nueva Zelanda, y encontramos sus orígenes en la palabra maorí, que significa "común o normal", en su lengua nativa.[cita requerida]

## Desarrollo teórico del estudio

### Historia y concepto
Este estudio comenzó hace más de cuatro décadas y fue fundado como una empresa de investigación multidisciplinaria que se llevó a cabo en 1972, en una universidad de Nueva Zelanda, en la ciudad de Dunedin, comunidad que apoyó fuertemente esta investigación en sus primeros años.
Su principal objetivo era ver si los avances en el ámbito ginecológico que surgieron en la década de los 60 y 70, habían reducido la mortalidad neonatal. Trataban de ver si las complicaciones obstétricas perinatales tenían efectos a largo plazo en el desarrollo neurológico de los neonatos.
Partiendo de esta base se han desarrollado una serie de sub-estudios como: "Family Health History Study", llevado a cabo en el período 2003-2005, con el objetivo de reunir información sobre la salud de los padres y familiares del miembro del estudio. La segunda investigación fue "The Parenting Study", iniciado en 1994 como un estudio de los miembros del estudio Dunedin que actualmente son padres de un niño de 3 años. Y finalmente el llamado "The Next Generation", comenzado 2007, y basado en 40 años de datos, que ha seguido a una generación de un total de 1037 niños desde su nacimiento en 1972 y 1973 hasta la actualidad. Se investiga sobre todo ciclos intergeneracionales de comportamientos, los resultados benéficos y perjudiciales. En definitiva, trata de analizar los estilos de vida, comportamientos, actitudes y salud de los adolescentes de hoy teniendo en cuenta esta variable heredada. 
Ahora, con más de cuarenta años, sus participantes siguen siendo estudiados, los cuales tienen ahora 45 años de edad y han pasado una evaluación que permite estudiar los aspectos positivos y problemáticos de su vida. Algunos de los factores se agrupan en 3 entornos diferentes, como son el psicológico que responde a la pregunta: ¿Son los hijos de padres con antecedentes de problemas de salud mental con mayor riesgo de sufrir problemas mentales? El físico, que introduce la pregunta: ¿Están los niños en riesgo de "heredar" problemas de salud física de sus padres? Por ejemplo, el riesgo de obesidad puede estar determinado por la genética. Y finalmente un ambiente relacionado con la drogodependencia que responde a la cuestión: ¿Qué cambios en las actitudes, el estilo de vida y la salud como es la consumación de drogas, han ocurrido a través de dos generaciones de jóvenes?
Seis temas de investigación han evolucionado en los últimos años centrándose en la salud mental y la neurocognición, el riesgo cardiovascular, la salud respiratoria, la salud oral, la salud sexual y reproductiva y el funcionamiento psicosocial.

### Desarrollo práctico del estudio

#### Método
Las características de la muestra para este análisis incluyó a 499 hombres y 481 mujeres. Incluye una N de 1037, estratificada según las edades:
edad 5 (n = 991), edad 7 (n = 954), edad 9 (n= 955), edad 11 (n = 925), edad 13 (n = 850), edad 15 (n = 976), edad 18 (n = 993), edad 21 (n = 992), edad 26 (n = 980, 96% de la cohorte viviente). 
El procedimiento utilizado fue previamente observar durante los primeros 3 años de la vida de los sujetos, sus comportamientos más habituales. Elaborando así una lista capaz de clasificar a los niños en 5 personalidades diferentes. Se podrían agrupar en tres tipologías sanas, que son estar seguro de sí mismo, ser reservado y bien adaptado, que abarcaron un 83% de los niños estudiados. Y dos que podríamos calificar de insanas, los inhibidos y subcontroalados, que contendrían el 17% de los niños restantes.
1. Seguro de sí mismo. Es un tipo de personalidad que destaca por la competitividad, la asertividad, entusiasmo y emprendedores. El 28% de los niños del estudio conservaron este carácter hasta la edad adulta
2. Reservado. Es un perfil introvertido pero no inseguro. La tendencia natural de estas personas es a pasar desapercibidas, no hablar mucho pero si observar. Este perfil de personalidad lo distinguieron en un 15% de los participantes del estudio.
3. Bien adaptado. Es el más común, sobre un 40% de los participantes. En general destacan por ser personas organizadas, activas, sociables, flexibles y ingeniosas. No presentan problemas antisociales.
4. Inhibido. Es el primero de los dos perfiles con problemas de adaptación, el estudio predice resultados negativos durante toda su vida. Son personas introvertidas e inseguras, y su timidez les impiden hacer acciones simples. Son temerosas, ansiosas, neuróticas y no les gustan las novedades ni los cambios. En general están cerrados a las experiencias, suelen ser nerviosos y propensos a desarrollar depresión. Un 7% entrarían dentro de este tipo de personalidad.
5. Subcontrolado. En este perfil entraban un 10% de los niños del estudio Dunedin, los cuales mantuvieron el mismo tipo de personalidad hasta la edad adulta. Es una personalidad regida por la falta de autocontrol, y encajan personas nerviosas e irritables. De adultos son más propensos a sufrir enfermedades cardíacas, diabetes, problemas pulmonares y enfermedades de transmisión sexual. Su falta de autocontrol aumenta considerablemente las posibilidades de tener problemas con el tabaco, alcohol y drogas.

Una vez hecha la distribución de los niños, era posible valorar todas sus características gracias a las evaluaciones cara a cara conducidas por entrevistadores. Estas consistían en informar sobre su calendario de la vida, administrar cuestionarios sobre las percepciones de sí mismo y de la familia, realizar una evaluación psiquiátrica computarizada, un cuestionario autoadministrado para las relaciones sexuales, el consumo de alcohol, drogas, los juegos de azar y la automutilación. También se valoraban medidas del tamaño del cuerpo (altura, peso, gordura corporal), y se realizaba una prueba cardiorrespiratoria en una bicicleta estacionaria, evaluación de la salud respiratoria utilizando cuestionarios, mediciones de la presión arterial, de la función pulmonar, y finalmente se procedían pruebas cutáneas para alergias comunes y un cuestionario dental.
La Encuesta de Salud de 1996/1997 utilizó un diseño estratificado basado en áreas geográficas para obtener una muestra con características representante de toda la población civil de Nueva Zelanda. En total participaron 7862 adultos (mayores de 15 años), lo que representa una tasa de respuesta del 73,8%.
Y por último la Encuesta Nacional de Nutrición (Encuesta Nutricional), a los participantes se les preguntó si se someterían a una evaluación adicional para la Encuesta Nacional de Nutrición de 1997. Un total de 4636 adultos completaron la Encuesta de Nutrición.
Podemos decir en conclusión que los tres primeros grupos, en general se convirtieron en adultos más exitosos, con mejor salud, más sociables, con mejores trabajos, y en general más satisfacción en la vida. Los dos últimos tuvieron problemas para relacionarse o incluso con la pareja. También surgen conflictos laborales, más periodos de desempleo, problemas de salud e incluso actos de delincuencia.

### Factores predecibles
Previamente dicho, el estudio se centra sobre todo en saber si se pueden predecir ciertos aspectos del individuo, fijándonos en las generaciones anteriores y en el desarrollo de estos aspectos hasta un periodo adulto donde se considera que el carácter queda afianzado. Podemos agrupar estos aspectos en tres categorías, que serían: el factor físico, el factor psicológico, y la presencia o ausencia de tendencias drogoadictivas.

### Factor físico
Es el aspecto capaz de englobar todas aquellas características relacionadas con la fisiología del individuo. Se han realizado diferentes estudios que tratan diversos temas más superficiales. A continuación se recogen algunas de las investigaciones que se llevaron a cabo en este ámbito.
- Relación entre forma corporal y edad de la primera menstruación

Uno de los estudios publicado en 1994 por Stgeorge, Williams y Silva, pretende observar la relación entre las variables de tamaño corporal y la edad de la menarquía para las niñas de Nueva Zelanda. En la situación experimental se controló el tamaño corporal de las participantes, el cual se midió repetidamente durante dieciocho años, también se registró la edad de la menarquía de 415 niñas inscritas en este análisis múltiple.
Como resultado obtuvieron que las niñas que eran más altas y con un índice de masa corporal más alto que sus compañeros, a partir de los 7 años de edad, alcanzaron la menarquía temprano: la altura era el determinante más importante. Las niñas que maduraron antes (al tener la menstruación a los 11-12 años) dejaron de crecer, por lo que fueron alcanzadas en altura por las niñas de maduración tardía a los quince años. 
En conclusión, las hijas cuyas madres tenían una baja estatura, maduraron más temprano y continuaron aumentando su peso, pero dejaron de crecer y fueron alcanzadas en altura por las hijas de mujeres altas.
- Relación entre la salud bucal de madre-hijo

Otro estudio realizado por Shearer, trató de averiguar más sobre la relación fisionómica entre los progenitores y los hijos. Querían averiguar si existía relación alguna entre la salud bucal de la madre con la de sus hijos, y las repercusiones que tendría al respecto. Para determinar si la salud oral materna podía predecir la futura sanidad bucal de sus hijos en la edad adulta, utilizaron los datos de salud bucal de los niños a los 5 años, cuyas madres también fueron entrevistadas. 
Como resultado obtuvieron que el riesgo de una mala salud dental era mayor entre los miembros del estudio que su madre calificaba su higiene bucal como ‘’pobre’’. A partir de estos resultados llegaron a la conclusión de que la relación entre puntuación en la subescala de malestar psicológico con la mala salud bucal de la madre era estadísticamente significativa.

### Factores psicológicos
Este segundo aspecto agrupa todas aquellas cuestiones relacionadas con la psique del individuo. A continuación, se pueden encontrar distintos estudios en los que se centraron. 
- Relación trastornos mentales con violencia

Este estudio presenta un informe sobre la relación entre los trastornos mentales y la aparición de la violencia como conducta intergeneracional observada en jóvenes. Se estudiaron 961 individuos que constituyeron el 94% de una generación concreta de Nueva Zelanda, el estudio duró 1 año. Los trastornos mentales se midieron usando entrevistas (DSM-III-R) y la violencia se midió utilizando informes de ofensas criminales
¿Pero la violencia es consecuencia de los trastornos? Los individuos que cumplían el espectro de la esquizofrenia fueron 1,9 y 2,5 veces, más probable a ser violentos que los que no presentan el espectro.
La violencia se explica a partir de 3 factores dependientes:
El alcohol → por el consumo de sustancias antes del delito La marihuana → por una historia juvenil de trastorno de conducta
La esquizofrenia → historia de trastorno de conducta.
Las personas con trastornos mentales representan una cantidad considerable de violencia en la comunidad, son los que cometen los incidentes más violentos.
- Asociación entre insomnio y deterioro cognitivo

Otra investigación, se basa en saber si hay una asociación entre el insomnio en la primera mitad de la vida y el deterioro cognitivo. Probaron si las personas con insomnio que informaron buscar tratamiento para sus problemas de sueño (buscadores de tratamiento), mostraron mayor deterioro que otras personas con insomnio (no tratantes). Se evaluó el papel de los principales factores de confusión, incluyendo la capacidad cognitiva infantil y las condiciones de salud. el insomnio se diagnosticó según los criterios del DSM-IV. y las evaluaciones neuropsicológicas se llevaron a cabo gracias al test WAIS-IV IQ la Escala de Memoria de Wechsler y el Test Trail-Making
Las conclusiones que recogieron fueron que los vínculos entre el insomnio y el deterioro cognitivo pueden ser más fuertes entre las personas que buscan tratamiento clínico. Los médicos deben tener en cuenta la presencia de complejos problemas de salud y menor función cognitiva premórbida al planificar el tratamiento para los pacientes con insomnio. Es un estudio longitudinal ya que mide cómo afecta el insomnio en las primeras etapas en nuestra adultez.
- Continuidad de la personalidad desde la infancia hasta la adultez

Otro estudio de índole psicológico analizaba las continuidades de la personalidad desde la infancia hasta la adultez. Para llevar a cabo esta investigación, niños de 3 años fueron clasificados en grupos de temperamento, en función de las observaciones de su comportamiento. En la edad adulta joven, los datos fueron recogidos de los propios miembros del estudio, de personas que los conocían bien, y de los registros oficiales. se concluyó que: Los niños de 3 años poco controlados fueron más impulsivos, no confiables, y antisociales, y tenían más conflicto con los miembros de sus redes sociales y en su trabajo. Los niños de 3 años de edad que fueron inhibidos, tenían más probabilidades de ser poco firmes y deprimidos y tenían menos fuentes de apoyo social. Las tempranas diferencias temperamentales que aparecen tienen una influencia generalizada en el desarrollo del curso de la vida y ofrecen pistas sobre la estructura de la personalidad, las relaciones interpersonales, la psicopatología y el crimen en la edad adulta.

### Factores drogodependientes
Por último, hay otro tipo de investigaciones en este estudio que se centran en ver hasta que punto una drogodependencia, como puede ser el alcoholismo, el tabaquismo o el consumo de marihuana, se transmiten de una generación a otra. Pero estas investigaciones se centran más en el estudio longitudinal intrapersonal, es decir en la observación evolutiva del sujeto en contacto con las drogas y no en la transmisión intergeneracional.
- Relación entre la historia familiar y pronóstico clínico del individuo

En una de estas investigaciones se intentó confirmar la hipótesis de que la historia familiar está asociada con 4 variables clínicas de trastornos con 4 trastornos psiquiátricos. Véase en la tabla siguiente: 
| Variables clínicas de trastornos | Trastornos psiquiátricos |
| -------------------------------- | ------------------------ |
| Recurrencia                      | Episodio depresivo mayor |
| Deterioro                        | Trastorno de ansiedad    |
| Uso de servicio                  | Dependencia del alcohol  |
| Edad de inicio                   | Dependencia de drogas    |

En este estudio participaron un total de 981 personas. Se tomaron datos de 3 generaciones familiares de los participantes y para cada trastorno la puntuación de la historia familiar se calculó como la proporción de miembros afectados. Esto se realizó a los 11 i 32 años de vida de los participantes, y se utilizó para evaluar la recurrencia, el deterioro y la edad al inicio. El estudio a los 32 años se utilizó para determinar el uso de servicio.
Como resultado encontraron que finalmente la historia familiar se relacionó con los cuatro tipos de trastorno, aunque en el caso de la depresión en mujeres la relación no fue muy significativa. Otra relación que establecieron fue el peor deterioro y mayor uso de los servicios. La historia familiar no se asoció con una edad más temprana en la aparición de ningún trastorno.
Gracias a esto llegaron a la conclusión de que para la depresión, el trastorno de ansiedad, la dependencia del alcohol y la dependencia de drogas la historia familiar es útil para determinar el pronóstico clínico de los pacientes y para seleccionar casos para estudios genéticos.
- Relación entre el consumo persistente de cannabis y el CI

Se hizo un experimento en el que se quería relacionar el consumo persistente de cannabis y el declive neuropsicológico. El uso de cannabis se determinó en entrevistas a las edades de 18, 21, 26, 32 y 38 años. Las pruebas neuropsicológicas se realizaron a los 13 años, antes del inicio del consumo de cannabis, y de nuevo a los 38 años, después de que se hubiera desarrollado un patrón de consumo persistente de cannabis. El deterioro se concentró entre los usuarios de cannabis de inicio en la adolescencia. Además, el cese del consumo de cannabis no restauró totalmente el funcionamiento neuropsicológico entre los usuarios de cannabis de inicio en la adolescencia. 
Los miembros del estudio con una dependencia más persistente de cannabis mostraron una mayor disminución del CI. En cambio, los miembros del estudio que nunca consumieron cannabis experimentaron un ligero aumento en el cociente intelectual, mientras que aquellos que diagnosticaron dependencia de cannabis en una, dos, tres o más ondas de estudio experimentaron un descenso del CI de -0,11, -0,17 y -0,38 unidades SD, respectivamente. Un descenso del cociente intelectual de -0,38 unidades SD corresponde a una pérdida de ~ 6 puntos de CI, de 99,68 a 93,93.
- Relación entre el consumo de tabaco cuando eres niño y el comportamiento posterior del tabaquismo

Los estudios han demostrado que la tasa de consumo de tabaco por parte de los niños sigue siendo muy alta, especialmente para las adolescentes. Se examinó la continuidad entre el tabaquismo a una edad temprana y el comportamiento posterior del tabaquismo. El comportamiento de fumar de una generación de niños de Nueva Zelanda se siguió desde la edad de 9 a 15 años. Los resultados mostraron:
|                       | RESULTADOS                                       |
| --------------------- | ------------------------------------------------ |
| Niños de 9 años       | no relacionado con la conducta fumadora a los 15 |
| Niños de 11 a 13 años | relacionado con la conducta fumadora diaria      |

Concluyó que el período formativo para el consumo diario de tabaco era de 10 a 13 años de edad.

## Conclusión
El estudio Dunedin trata de determinar nuestra personalidad, o saber que es lo que impulsa a las personas a tomar ciertos caminos. Por ejemplo, por qué ciertas personas consiguen un Premio Nobel o ser empresarios con éxito, mientras que otras se vuelven drogadictos o vagabundos. Se lleva a cabo mediante la observación de aproximadamente 1000 individuos durante un periodo de 40 años, analizando cada uno de los aspectos de la vida del sujeto. Según el estudio lo que condiciona nuestras vidas, depende de nuestros genes, es decir aquellos que heredamos de nuestros padres, pero también está relacionado con nuestras experiencias vividas en la infancia, es decir nuestro ambiente, determinado por la educación, cultura, sociedad, tradiciones, etc. Y aquí surge un debate sobre si el ambiente tiene más potencial cambiante del carácter que el ADN. 
Los hallazgos de este estudio longitudinal en vigor hoy en día han tenido mucha importancia y han sido reconocidos con el premio Criminología y el premio Jacobs por llevar a cabo una investigación innovadora.
Más adelante aparecieron divergencias respecto al estudio. Dos de las cuestiones planteadas son las siguientes: 
¿Son los miembros del estudio, que nacieron en Dunedin, similares a otros neozelandeses de la misma edad?
¿Los comportamientos de salud de los miembros del estudio de Dunedin han cambiado hasta el punto de que ya no son representativos de la población original de la que fueron extraídos?  El hecho de que cuestionen la salud de los sujetos es debido a que han sido intensamente estudiados a lo largo de sus vidas, lo que se conode como efecto Hawthorne.
Aunque cabe destacar, que este estudio es uno de los que ha presentado menos muerte experimental a lo largo del procedimiento. Ya que siguen participando un 96% de la población inicial, solamente se ha perdido un 4% de información en comparación al total del inicio. Por lo tanto, los números confirman que es un estudio con bases fiables, claras y científicas.